# Koti (Armenia)
Koti – wieś w Armenii, w prowincji Tawusz. W 2011 roku liczyła 2014 mieszkańców.